# Municipio de Salt River (condado de Pike)
El municipio de Salt River (en inglés: Salt River Township) es un municipio ubicado en el condado de Pike en el estado estadounidense de Misuri. En el año 2010 tenía una población de 147 habitantes y una densidad poblacional de 1,7 personas por km².

## Geografía
El municipio de Salt River se encuentra ubicado en las coordenadas 39°31′53″N 91°10′17″O / 39.53139, -91.17139. Según la Oficina del Censo de los Estados Unidos, el municipio tiene una superficie total de 86.37 km², de la cual 75,86 km² corresponden a tierra firme y (12,17 %) 10,52 km² es agua.

## Demografía
Según el censo de 2010, había 147 personas residiendo en el municipio de Salt River. La densidad de población era de 1,7 hab./km². De los 147 habitantes, el municipio de Salt River estaba compuesto por el 98,64 % blancos, el 0,68 % eran de otras razas y el 0,68 % eran de una mezcla de razas. Del total de la población el 2,72 % eran hispanos o latinos de cualquier raza.